# Obélisque de Portosalvo

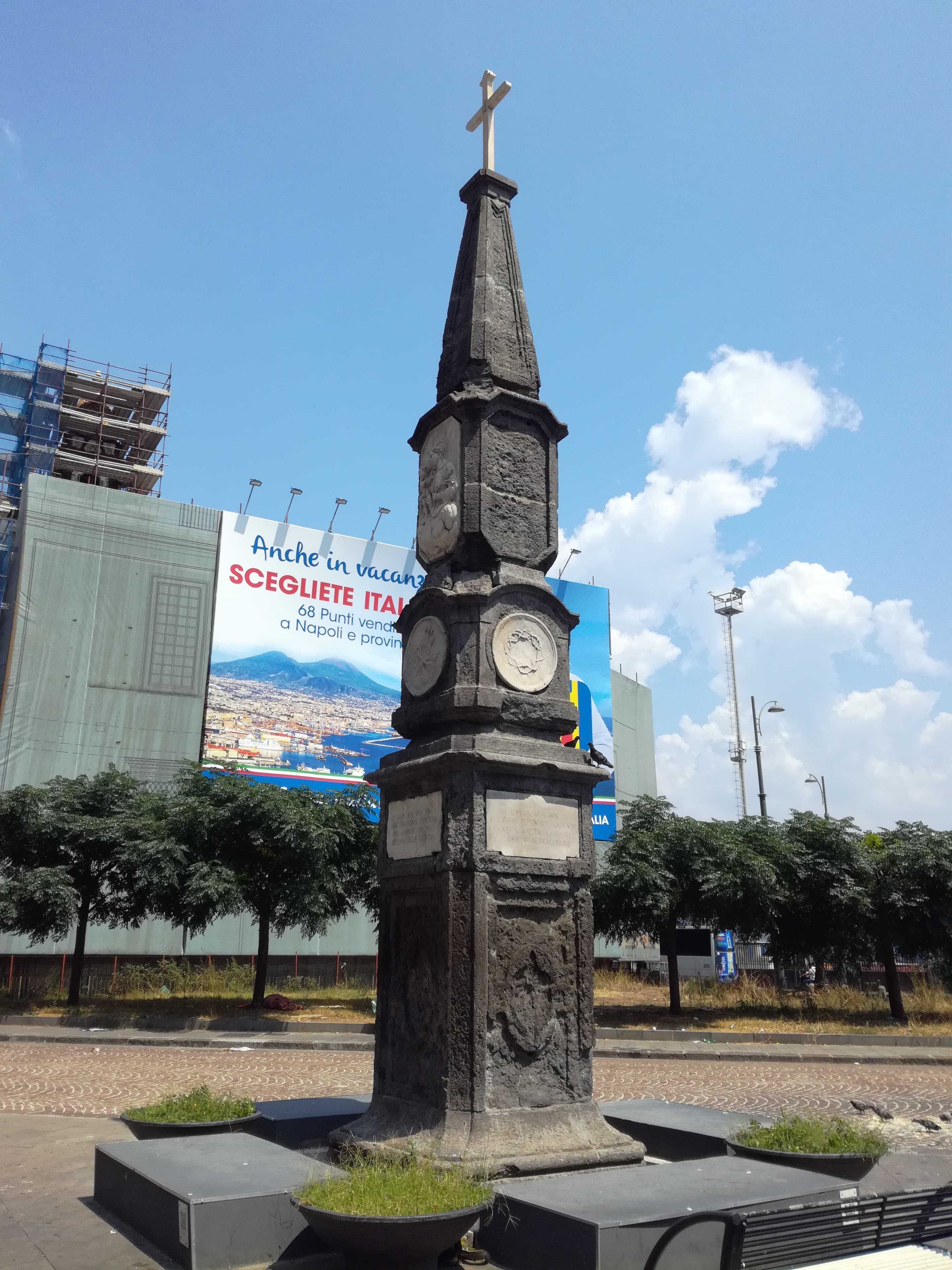
L'obélisque de Portosalvo

L'obélisque de Portosalvo est un obélisque de Naples, situé via Alcide De Gasperi, à côté de l'église de Santa Maria di Portosalvo. Il est l'un des derniers obélisques érigés dans la ville.